# Змеиногорск
Змеиногорск (рус. Змеиногорск) град је у Русији у Алтајском крају. Према попису становништва из 2010. у граду је живело 10955 становника.

## Становништво
| 1939.  | 1959.  | 1970.  | 1979.  | 1989.  | 2002.  | 2010.  |
| ------ | ------ | ------ | ------ | ------ | ------ | ------ |
| 11.800 | 13.774 | 11.432 | 10.605 | 12.232 | 11.625 | 10.955 |